# Pinanga annamensis
Pinanga annamensis är en enhjärtbladig växtart som beskrevs av Magalon. Pinanga annamensis ingår i släktet Pinanga och familjen Arecaceae. Inga underarter finns listade i Catalogue of Life.